# Mesnil-Follemprise
Mesnil-Follemprise è un comune francese di 134 abitanti situato nel dipartimento della Senna Marittima nella regione della Normandia.

## Società

### Evoluzione demografica
Abitanti censiti